# Brigade de transmissions (Espagne)
La Brigade de transmissions est une brigade d'appui de l'armée de terre espagnole. Son état-major est stationné à Betera.
Elle comporte trois bataillons de transmissions et deux de guerre électronique, qui portent tous l'appellation de "régiment.

## Stationnements
- état-major : Betera
- 1er régiment de transmissions : Castrillo de Val
- 2e régiment de transmissions : Alcala de Henares
- 21e régiment de transmissions : Marines
- 31e régiment de guerre électronique : El Pardo
- 32e régiment de guerre électronique : Dos Hermanas